# Nadricine, Kamin-Kașîrskîi
Nadricine (în ucraineană Надрічне) este un sat în comuna Borovne din raionul Kamin-Kașîrskîi, regiunea Volînia, Ucraina.

## Demografie
Componența lingvistică a localității Nadricine
     Ucraineană (100%)
Conform recensământului din 2001, toată populația localității Nadricine era vorbitoare de ucraineană (100%).